# Celebrate the Nun
Celebrate the Nun era un gruppo new wave tedesco, attivo nel periodo compreso tra la fine degli anni ottanta ed i primi anni novanta.
Esso includeva due dei membri del gruppo techno Scooter e H. P. Baxxter e Rick J. Jordan insieme alla sorella di Baxxter Britt Maxime e Slin Tompson.
La band pubblicò due album "Meanwhile" nel 1990 e "Continuous" nel 1991, insieme a cinque singoli.

## Discografia

### Album
- 1990 – Meanwhile
- 1991 – Continuous

### Singoli
- 1989
  - Ordinary Town
  - Will You Be There?
- 1990 – She's a Secretary
- 1991
  - Patience
  - You Make Me Wonder

## Letteratura
- Matthias Blazek: Das niedersächsische Bandkompendium 1963–2003 – Daten und Fakten von 100 Rockgruppen aus Niedersachsen. Celle 2006, p. 34 s. ISBN 978-3-00-018947-0